# Jimmy Jones (cầu thủ bóng đá, sinh năm 1927)
James Alfred Jones (3 tháng 8 năm 1927 - 5 tháng 5 năm 2015) ởBirkenhead, Anh, là một cầu thủ bóng đá người Anh thi đấu ở vị trí thủ môn cho Accrington Stanley ở Football League.